# 3877 Braes
3877 Braes è un asteroide della fascia principale. Scoperto nel 1960, presenta un'orbita caratterizzata da un semiasse maggiore pari a 2,6097517 UA e da un'eccentricità di 0,1274316, inclinata di 14,17017° rispetto all'eclittica.